# Bohriu

Bohriu

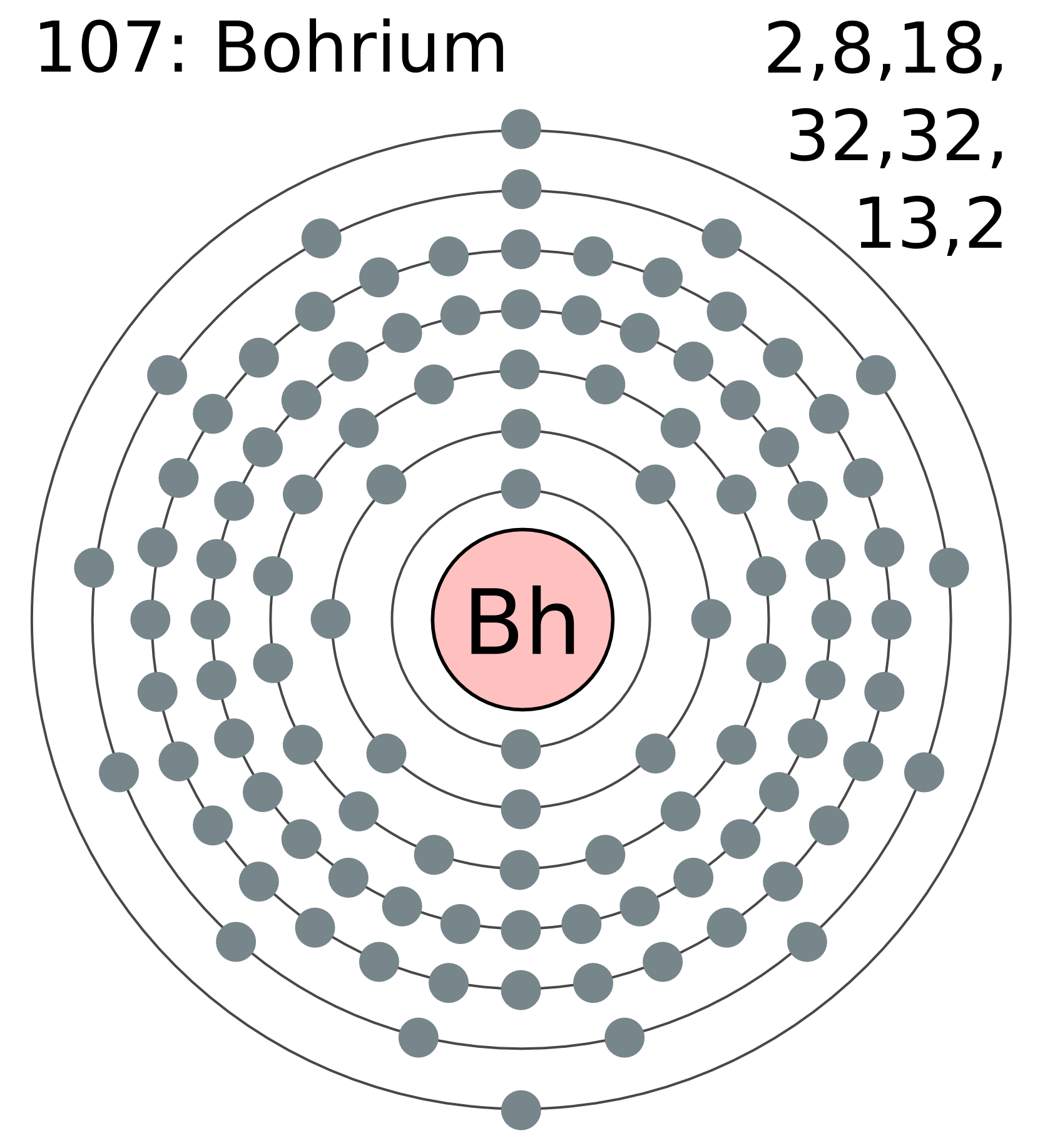
Configurația electronică a atomului de bohriu

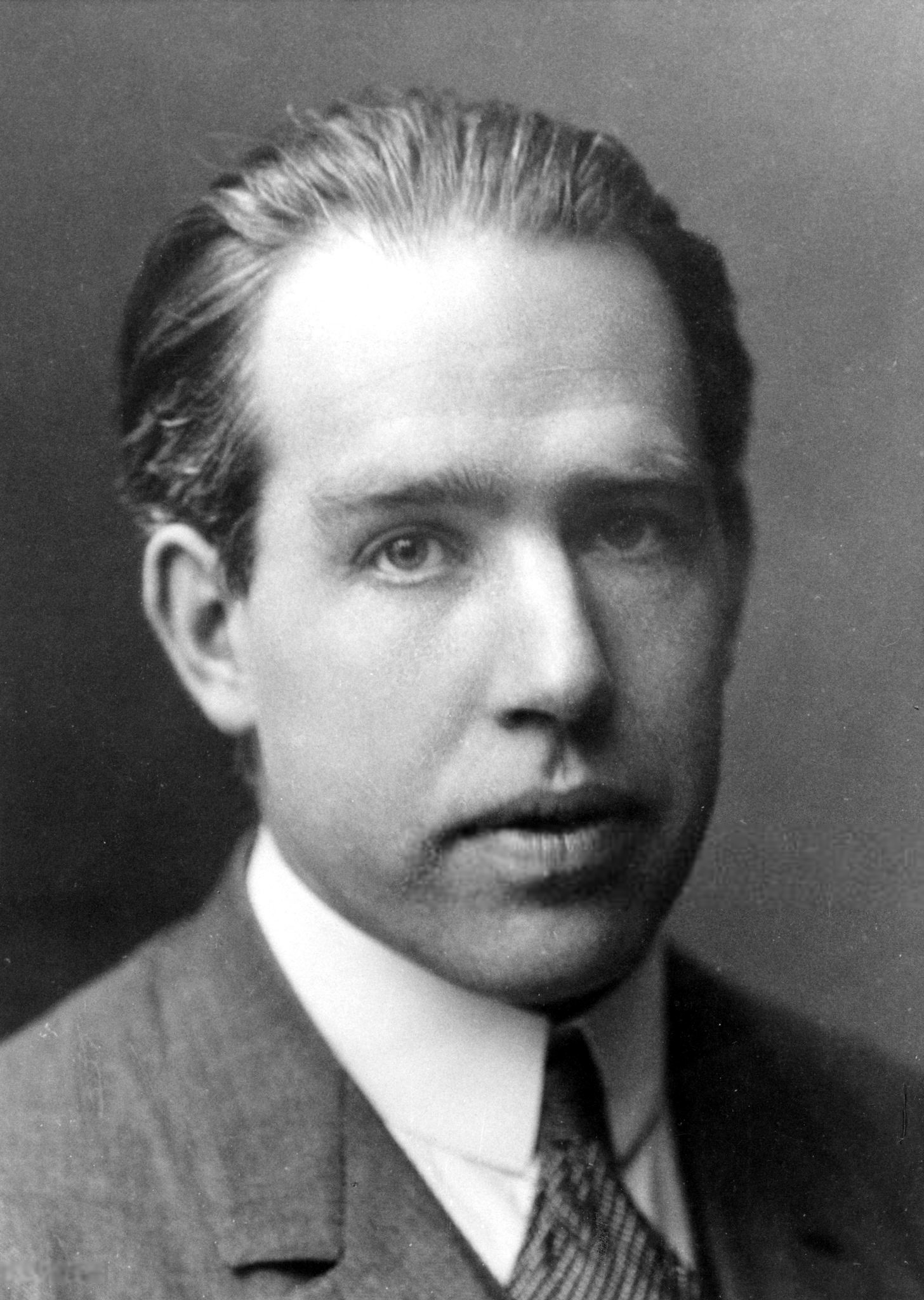
Niels Bohr (1885 - 1962)

Bohriu este elementul chimic cu numărul atomic 107 și simbol chimic Bh. Este un element chimic radioactiv și este artificial. A fost descoperit de o echipă de cercetători din Germania, condusă de Peter Armbruster și Gottfried Münzenberg în 1981. El a fost denumit în cinstea fizicianului danez Niels Bohr.

## Istoric

### Descoperire
Prima sinteză convingătoare a bohriului a fost realizată în anul 1981 de către echipa de cercetare germană condusă de către Peter Armbruster și Gottfried Münzenberg de la Gesellschaft für Schwerionenforschung (Institutul pentru cercetarea Ionilor Grei, GSI) din Darmstadt, bazându-se pe reacția Dubna.
{\displaystyle \mathrm {~_{83}^{209}Bi} +\mathrm {~_{24}^{54}Cr} \rightarrow \mathrm {~_{107}^{262}Bh} +\mathrm {n} }
În 1989, echipa GSI a repetat reacția cu succes în timpul eforturilor de a măsura o funcțiune de excitare. În timpul acestor experimente, 261Bh a fost, de asemenea, în canalul de evaporare 2n și astfel s-a confirmat că 262Bh există sub două forme: o formă de bază și una izomerică.
IUPAC/IUPAP Transfermium Working Group (echipa ce căuta elemente mai grele ca fermiul) a raportat în 1992 că echipa GSI a descoperit în mod original elementul numit bohriu.

### Denumire
În perioada în care existența sa era doar presupusă, dar elementul nu fusese încă izolat, bohriul era denumit eka-reniu.
La început, grupul german a sugerat ca elementul nou să fie denumit nielsbohriu și să aibă simbolul Ns, în onoarea fizicianului danez Niels Bohr. Însă oamenii de știință sovietici au sugerat ca această denumire să fie dată elementului cu Z=105 (care a fost numit, în cele din urmă, dubniu), iar echipa germană a dorit să-l recunoască și pe Bohr și faptul că echipa de la Dubna a fost prima care a propus reacția de fuziune la rece.
Totuși, a existat și o controversă în legătură cu denumirea elementului, în perioada în care se căutau denumiri pentru elementele cu numărul atomic cuprins între 104 și 106. IUPAC a adoptat termenul de unnilseptiu (cu simbolul Uns) ca denumire provizorie și sistematică pentru acest element. În 1994, o comisie de la IUPAC a recomandat ca elementelul 107 să fie numit bohriu ci nu nielsbohriu, deoarece nu mai există vreun element care să conțină numele întreg al unui savant.  Acest fapt a fost respins de descoperitori, care susțineau că au dreptul să denumească elementul cum doresc ei. Disputa a fost preluată de echipa daneză de la IUPAC, care a votat în favoarea numelui bohriu. Au apărut și îngrijorări, deoarece numele putea fi confundat cu cel al borului și în special era dificilă distincția dintre ionii lor, bohrat și borat. În ciuda acestor fapte, denumirea de 'bohriu pentru element a fost recunoscută pe plan internațional abia în 1997. Ulterior, IUPAC a decis ca sărurile de bohriu să se numească bohriați și nu bohrați.

## Proprietăți
Masa atomică a bohriului este de 264,012496 uam.